# Woodworth (Dakota del Norte)
Woodworth es una ciudad ubicada en el condado de Stutsman en el estado estadounidense de Dakota del Norte. En el censo de 2010 tenía una población de 50 habitantes y una densidad poblacional de 86,18 personas por km².

## Geografía
Woodworth se encuentra ubicada en las coordenadas 47°8′32″N 99°18′15″O / 47.14222, -99.30417. Según la Oficina del Censo de los Estados Unidos, Woodworth tiene una superficie total de 0.58 km², de la cual 0.57 km² corresponden a tierra firme y (1.79%) 0.01 km² es agua.

## Demografía
Según el censo de 2010, había 50 personas residiendo en Woodworth. La densidad de población era de 86,18 hab./km². De los 50 habitantes, Woodworth estaba compuesto por el 92% blancos, el 0% eran afroamericanos, el 8% eran amerindios, el 0% eran asiáticos, el 0% eran isleños del Pacífico, el 0% eran de otras razas y el 0% pertenecían a dos o más razas. Del total de la población el 0% eran hispanos o latinos de cualquier raza.